# Melay (Haute-Marne)
Melay ist eine französische Gemeinde mit 243 Einwohnern (Stand 1. Januar 2022) im Département Haute-Marne in der Region Grand Est; sie gehört zum Arrondissement Langres.

## Geografie
Melay liegt rund 55 Kilometer ostsüdöstlich der Stadt Chaumont im Südosten des Départements Haute-Marne.

## Geschichte
Die Gegend war schon früh besiedelt. Dies belegt der Fund von Steinen mit Bemalungen. Im 12. Jahrhundert wurde die Gemeinde bei einem Streit zwischen dem Herren von Borbonne und der Abtei von Vaux-La-Douce erwähnt. 1304 wurde die Gemeinde vom französischen König dem Grafen von Bar übergeben. Die Gemeinde teilte die Geschichte des Herzogtums Bar. Im Dreißigjährigen Krieg wurde sie verwüstet. Die Mechanisierung der Landwirtschaft führte zu einer starken Abwanderung im späten 19. Jahrhundert und im 20. Jahrhundert. Melay war Teil der Bailliage de la Marche innerhalb der Region Barrois mouvant. Der Ort gehörte von 1793 bis 1801 zum District Bourbonne. Zudem von 1793 bis 1801 zum Kanton Voisey und seit 1801 zum Kanton Bourbonne-les-Bains.

## Bevölkerungsentwicklung
| Jahr                       | 1962 | 1968 | 1975 | 1982 | 1990 | 1999 | 2006 | 2019 |
| Einwohner                  | 567  | 558  | 424  | 322  | 299  | 282  | 299  | 245  |
| Quellen: Cassini und INSEE |      |      |      |      |      |      |      |      |

## Sehenswürdigkeiten
- Kirche Saint-Rémy aus dem Jahr 1701[1]
- Kapelle Notre-Dame-du-Bon-Secours aus dem Jahr 1873[2]
- Mühle aus dem 19. Jahrhundert